# Province de Corrientes
Pour les articles homonymes, voir Corrientes.
La province de Corrientes (en guarani : Taragüí Tetãminí) est une province du nord-est de l'Argentine, dont la capitale est la ville de  Corrientes. Au nord comme à l'ouest elle est délimitée par le Río Paraná, qui la sépare du Paraguay et des provinces du Chaco et de Santa Fe ; sa frontière orientale est constituée par le río Uruguay, qui la sépare de la république d'Uruguay et du Brésil ; les rivières Guayquiraró et Mocoretá délimitent sa frontière sud avec la province d'Entre Ríos. Au nord-est se trouve sa seule frontière artificielle, qui la sépare de la province de Misiones.

## Histoire

### Avant la conquête espagnole
Historiquement, la province de Corrientes était habitée par diverses tribus comme les Kaingangs, les Charrúas (une tribu pampide) et les Guaranis. Tant les Kaingangs que les Charrúas étaient arrivés dans la région vers 6000 av. J.-C..
Les Kaingangs, dont des descendants survivent encore dans le sud du Brésil, vivaient en groupes de 150 à 200 personnes, dans un vaste territoire couvert de forêts d'araucarias ou de pins du Paraná, dont ils collectaient les pignons comme base de leur alimentation. Ils en faisaient de la farine et des boissons. Ils les conservaient dans des paniers protégés plongés dans des puits d'eau de rivière. Chasseurs-cueilleurs, ils récoltaient des fruits, des feuilles, des larves et du miel sylvestre (dont ils faisaient de l'hydromel). Ils utilisaient le yerba mate pour préparer des infusions. Ils pêchaient les très nombreux poissons de cette région avec des filets et chassaient le gibier (Mazama, tapirs, pécaris, coatis, singes et divers oiseaux. Seminomades, ils combinaient la vie dans des campements avec l'agriculture à petite échelle, semant du maïs, des haricots et des cucurbitacées. Ils commencèrent tard à fabriquer des céramiques, sous l'influence guaranie.
Les Guaranis ne pénétrèrent ces territoires que vers 500 av. J.-C., provenant de la région amazonienne, pour s'installer sur les rives des fleuves Paraná et Uruguay. Dès cette époque commença un processus d'influence sur les autres tribus, ce qui entraina leur « guaranisation ».
Les Guaranis s'établirent en général le long de la rive du Paraná, formant là des communautés semi-nomades, qui perdurèrent jusqu'à l'époque coloniale. Ils eurent et maintinrent des relations hostiles avec les autres habitants de la zone, les belliqueux Charrúas (pampides), situés sur le territoire actuel du Río Grande do Sul brésilien et de l'Uruguay.

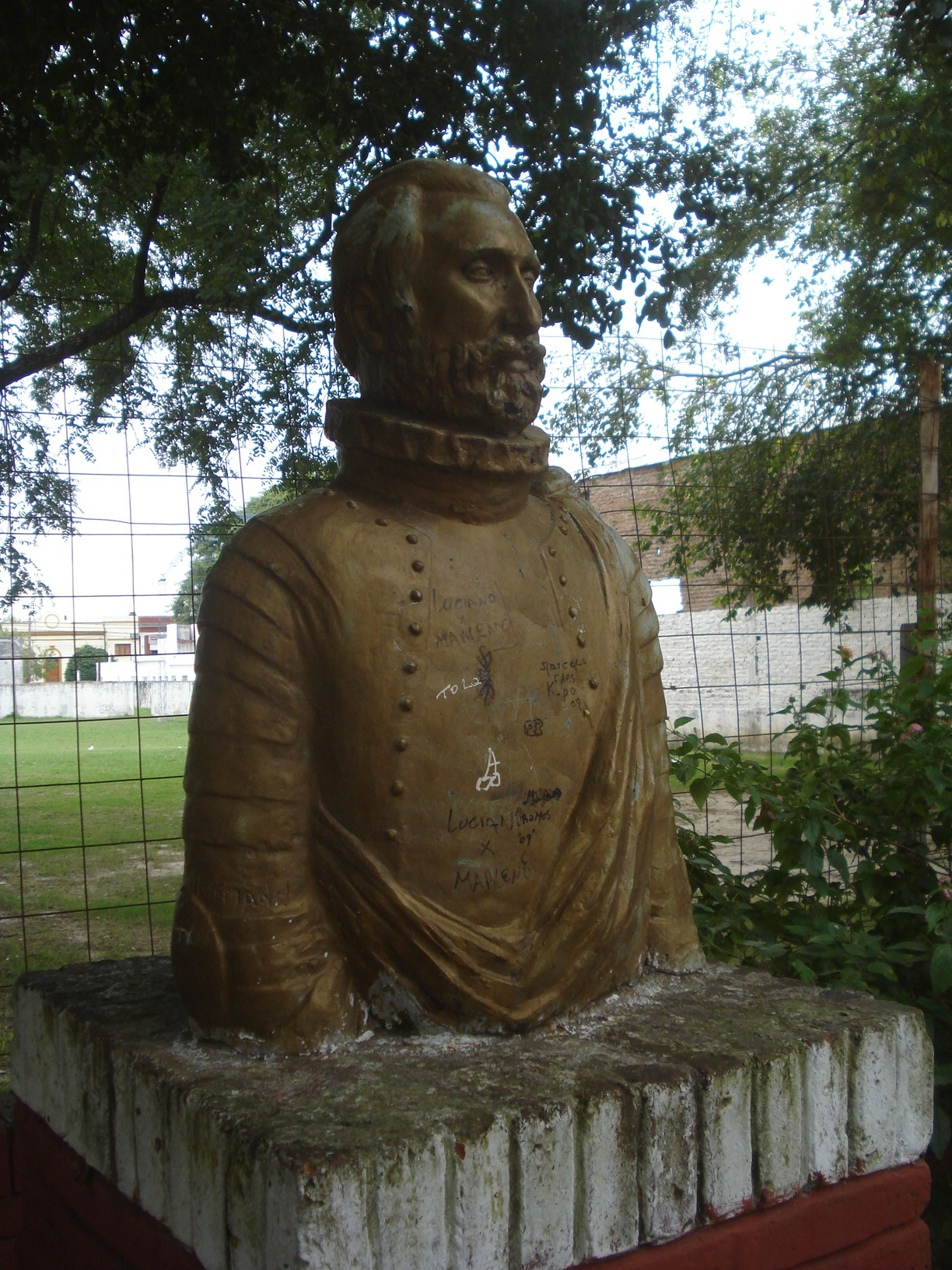
Buste d'Hernandarias dans la ville de Villa Hernandarias dans la province voisine d'Entre Rios.

### La conquête espagnole
En décembre 1527, Sébastien Cabot, navigateur vénitien au service de l'Espagne, découvrit le río Paraná, et le 31 mars 1528, le río Paraguay, étant ainsi le premier européen qui put voir la côte ouest de la province de Corrientes.
La ville de Corrientes fut fondée par l'adelantado Juan Torres de Vera y Aragón avec l'aide de Alonso de Vera y Aragón, appelé el Tupí, et Hernando Arias de Saavedra —Hernandarias— le 3 avril 1588. Le but du maître des lieux était d'établir un port de passage entre Asunción du Paraguay et Buenos Aires. Cela favorisa l'expansion de la région.
Les habitants initiaux furent 62 espagnols venus d'Asunción, suivis de 86 autres venus de la ville de Concepción de Buena Esperanza (située sur les rives du rio Bermejo). Peu après furent fondées les villes de Santa Ana de los Guácaras, d'Itatí et de Santa Lucía, dont les habitants furent surtout des amérindiens locaux guaranis.
Bientôt arrivèrent des Jésuites qui créèrent de nombreuses missions jésuitiques dans l'actuel nord-est de la province, où ils développèrent un intense travail d'évangélisation des amérindiens. Leur présence est connue pour avoir été le véritable catalyseur de la nouvelle société guaranie dans la région. En effet l'alliance entre les dirigeants guaranis (les mburuvicha guazú) avec la Compagnie de Jésus fut garante de leur protection par la Monarchie espagnole, face d'une part aux pressions des propriétaires terriens coloniaux, désireux de les réduire à l'asservissement via le système de l'encomienda, et d'autre part face aux pillages et crimes des bandes de bandeirantes brésiliens. Si les guaranis n'adoptèrent pas tous cette alliance, un grand nombre d'entre eux entrèrent dans ce système
D'autres restèrent hostiles et se retirèrent dans des régions plus isolées ou plus éloignées. La population guaranie ainsi transformée fut en fait la racine de l'organisation de la province actuelle.
Cette longue période jésuitique dura jusqu'à l'expulsion des jésuites, fin du XVIIIe siècle, ce qui provoqua l'effondrement du modèle et la perte des terres orientales de la région, tombées sans défense aux mains des luso-brasiliens qui n'avaient cessé de convoiter ces terres.
Le 20 novembre 1542, la Vice-royauté du Pérou avait été créée, en remplacement des anciennes et provisoires Gobernaciones de Nouvelle Castille, de  Nouvelle Andalousie et de  Nouveau León. Le territoire de la province (et bien sûr sa capitale) en avait fait partie d'emblée, et resta au sein de celle-ci jusqu'à la création en 1776 de la Vice-royauté du Río de la Plata, à laquelle il fut rattaché.

## Géographie
La province de Corrientes fait partie de la Mésopotamie argentine, celle-ci appartenant à une région plus large appelée Litoral. C'est une province plane, dont les plus grandes altitudes se trouvent dans la région est. Vers l'ouest il y a plusieurs échelons d'altitude décroissante jusqu'au río Paraná. Son point le plus élevé se trouve au nord-est, à la frontière avec la province de Misiones près de la localité de San Carlos, à une altitude de 229 mètres.
La zone des étangs et lagunes de l'Iberá, qui couvre un quart de la province, est une dépression étendue de sols couverts par des sédiments d'origines fluviale et éolienne. C'est après la région du Pantanal du bassin du Paraguay, la plus vaste zone humide d'Amérique du Sud.
L'évacuation des eaux des étangs de l'Iberá se fait par le biais de deux rivières, les río Corriente et río Miriñay, respectivement vers le bassin du Paraná et celui de l'Uruguay. Les pluies fréquentes alimentent et soutiennent le niveau des étangs, surtout durant le printemps et l'été. Ce niveau n'a pas montré de changement significatif ces dernières années.
La rive du Paraná est en général peu élevée, ce qui a causé de multiples inondations. L'infrastructure protectrice a reçu une forte impulsion après la crue dévastatrice de 1982. Le fleuve est utilisé pour son potentiel énergétique, en amont de Corrientes grâce à la centrale hydroélectrique de Yacyretá.
De nombreux étangs, marais (bañados) et lagunes donnent au paysage un aspect singulier. On estime à plus de 20.000 le nombre de plans d'eau existants. Seule la partie orientale de la province et quelques zone isolées à l'ouest, échappent à ce paysage amphibie.
Un incendie considérable ravage plus de 10 % de la surface de la province en février 2022, mettant en évidence les insufissances politiques liées à la protection de l'environnement.

### Cours d'eau
La province de Corrientes se trouve entre deux fleuves importants: l'Uruguay (à l'est), et le Paraná (à l'ouest et au nord), qui constituent les frontières naturelles de son territoire. La faible hauteur de la rive du Paraná est une cause de fréquentes inondations, malgré l'infrastructure de protection qui a reçu une forte impulsion à la suite des crues dévastatrices de 1982.
Hormis ces deux fleuves, il faut citer les affluents de l'Uruguay, le río Miriñay, le río Aguapey et le río Mocoretá. Parmi ceux du Paraná, le río Corriente et le río Guayquiraró.

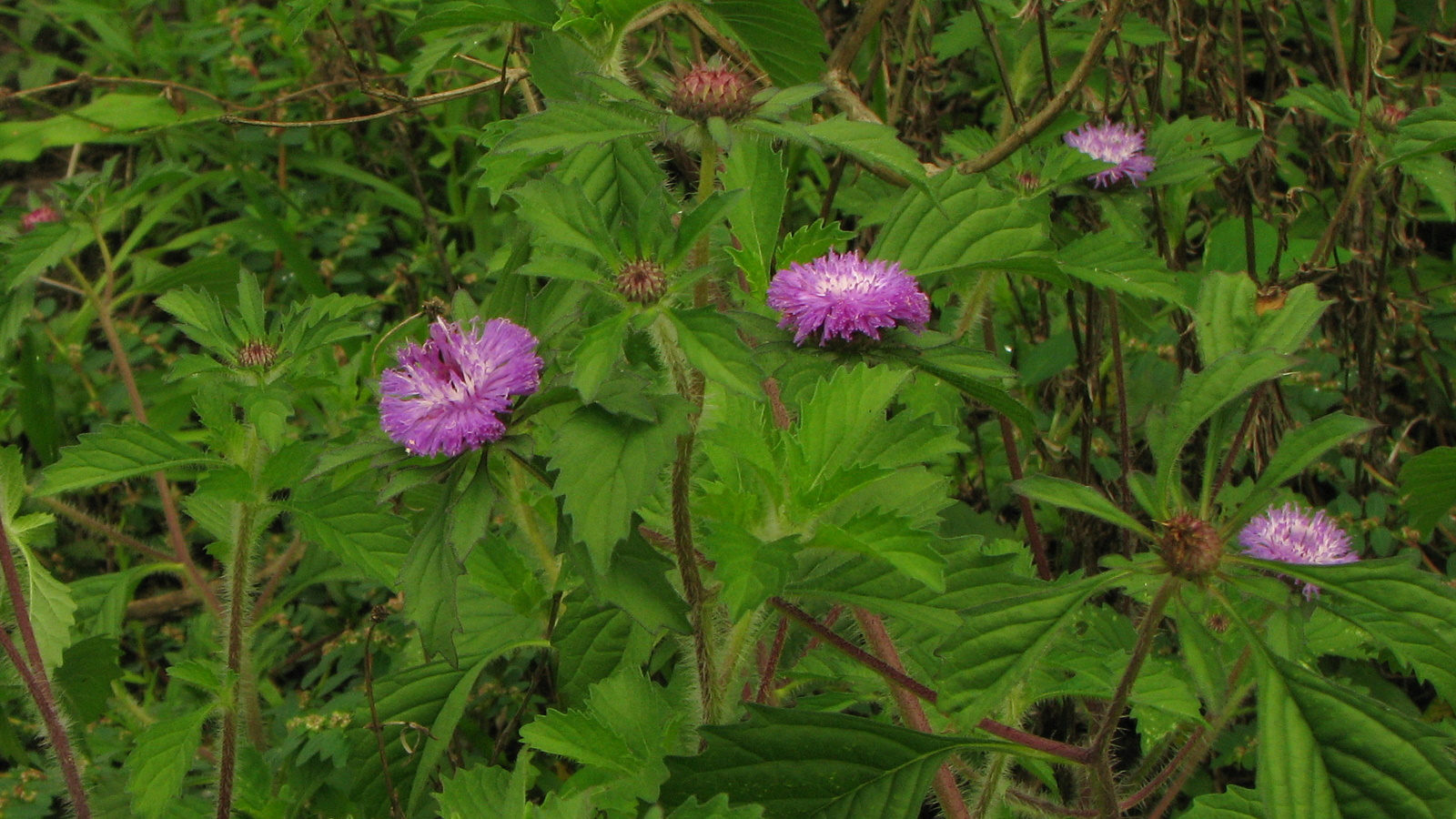
Centratherum punctatum une des multiples fleurs témoins de la vie végétale surabondante partout dans la province.

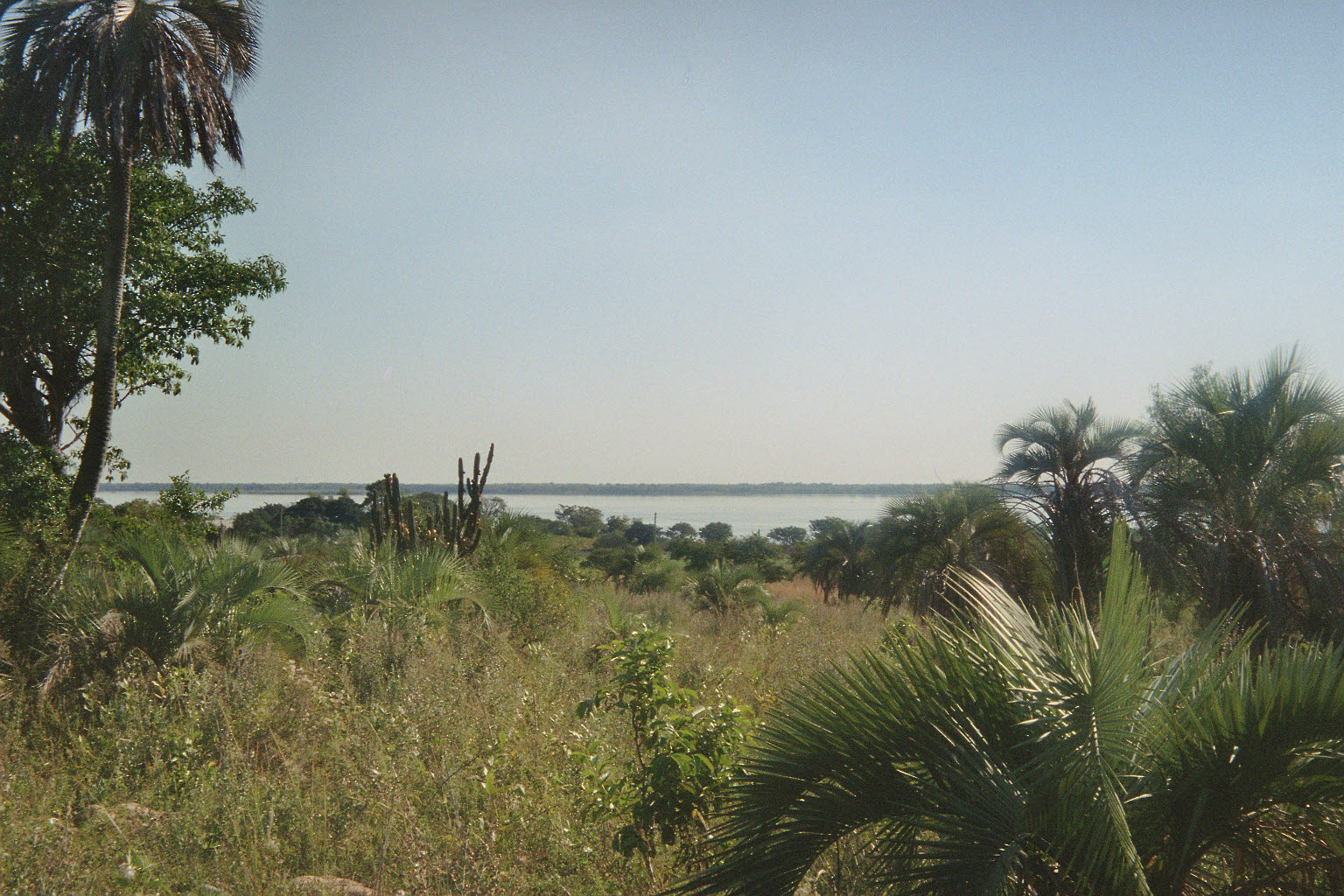
Vue du Paraná près de Lavalle. Le fleuve apparaît ici au travers d'une forêt exubérante grâce à la mousson d'été venue de l'Atlantique.

### Une région très accueillante
D'après James Howard Kunstler, ainsi que Jack Alpert (ce dernier à la tête du laboratoire d’intégration des connaissances de Stanford [SKIL] de l’Université de Stanford), tous deux futurologues techno-pessimistes, après la fin inéluctable de la société basée sur la croissance débridée et l'épuisement des matériaux énergétiques, la population de la terre diminuerait drastiquement. Il ne subsisterait que deux ou trois zones sur la planète où l'homme pourrait vivre dans un confort semblable à celui des sociétés techniquement avancées du début de ce siècle. Et parmi ces zones se situerait la région Paraná-Uruguay-Paraguay centrée sur la province de Corrientes et les zones avoisinantes. Cette vaste zone bénéficie en effet d'un potentiel hydroélelectrique très important susceptible de pallier le manque d'hydrocarbures, uranium, etc. Il s'agit bien sûr de l'ensemble de la région, y compris notamment la province voisine de Misiones, ainsi que les régions brésiliennes adjacentes situées dans les états de Mato Grosso do Sul, Paraná, Santa Catarina et Rio Grande do Sul (voir la centrale hydroélectrique d'Itaipu).
Quoique l'on puisse en penser, il est tout à fait exact que la région bénéficie, en plus de son potentiel énergétique, d'un climat extrêmement favorable à la vie humaine, animale et végétale, avec des hivers très doux, de beaux étés pluvieux - soutien majeur d'une riche agriculture -, et des engrais naturels en grande quantité sous forme de limons régulièrement apportés par de généreux et puissants cours d'eau, et stockés dans d'immenses étendues marécageuses régulièrement inondées. Il faut aussi souligner l'importance de vastes forêts contenant des espèces de grande valeur pour la menuiserie. Cette zone très "anthropophile" s'étend en fait depuis le Pantanal brésilien jusqu'au rio de la Plata (axe nord-sud), et depuis le Chaco humide jusqu'à l'Atlantique (axe ouest-est).

## Villes principales
Villes de plus de 10 000 habitants selon le recensement de 2010 :
- Corrientes (346 334 habitants). La ville située en moyenne à 56 m d'altitude domine le rio Paraná qui coule en contrebas (moins de 40 m). La rive est caractérisée par des abrupts et de grands bancs de sable, où sont situées de belles plages. La cité est riche de monuments historiques, et de belles avenues. Grand et presque unique point de passage entre l'est et l'ouest du continent, elle semble promise à un bel avenir.
- Goya (77 349). La ville située dans un milieu amphibie sur la rive gauche du rio Paraná se propose de bien protéger son centre historique et d'accroître ainsi ses revenus basés sur le tourisme culturel complémentaire au tourisme sportif et d'aventure. La ville peut dès lors attirer des touristes exigeants (festivals).
- Paso de los Libres (43 251). Sise sur le rio Uruguay, à la frontière brésilienne, la ville possède un riche patrimoine architectural et est devenue en plus un grand point de passage vers le grand pays voisin.

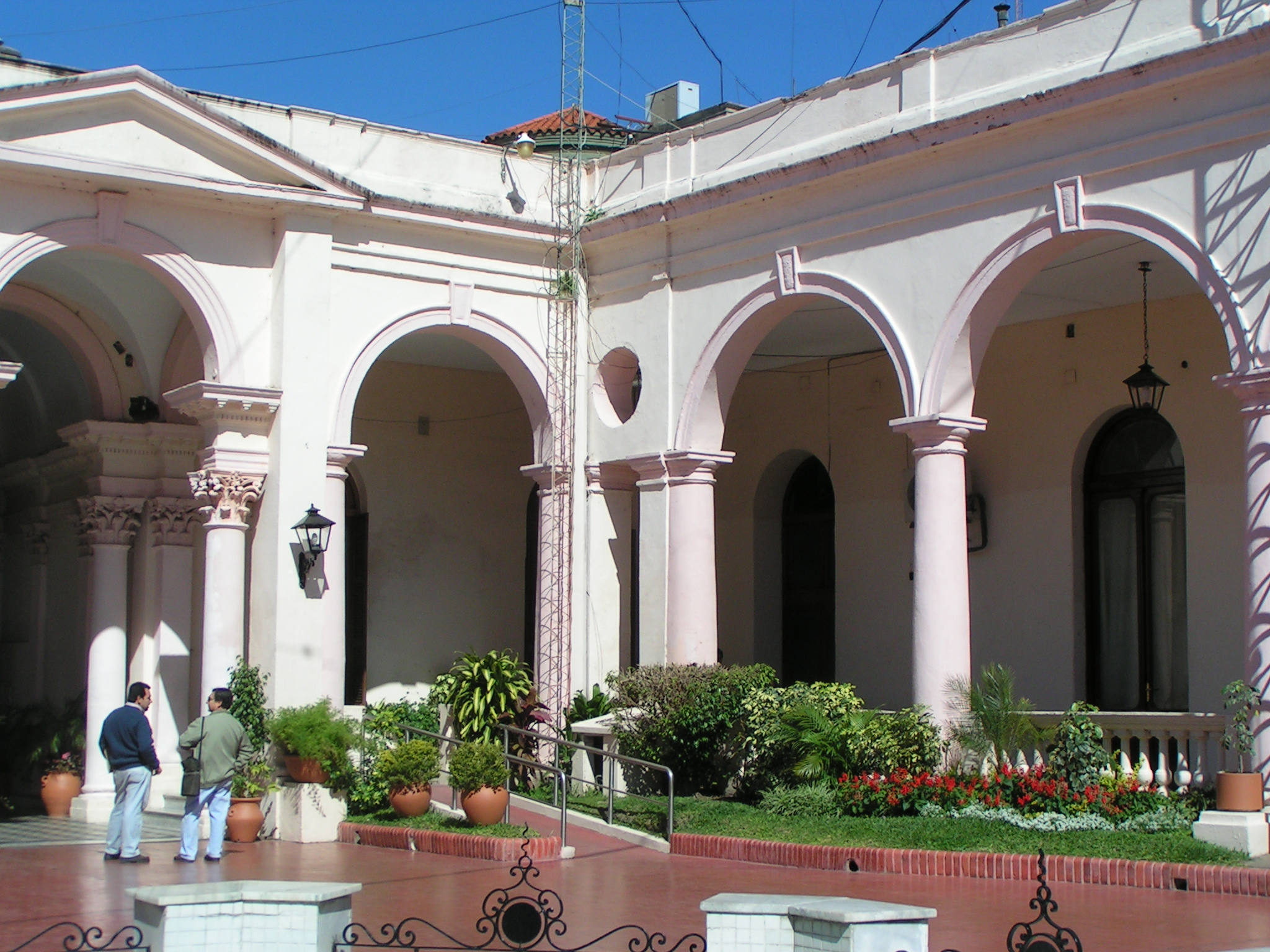
Patio du Palais du Gouvernement Provincial à Corrientes.

- Curuzú Cuatiá (34 470) est une petite ville pittoresque datant de la fin du XVIIIe siècle. Au début ce n'était qu'une agglomération de maisons faites d'argile et de paille. Aujourd'hui elle se trouve au centre d'une riche région agricole basée sur la culture du soja.
- Mercedes (33 551)
- Gobernador Virasoro (30 666)
- Bella Vista (29 071), sur la rive du Paraná, la ville est le siège de la Fiesta Nacional de la Naranja (fête nationale de l'orange) en novembre.
- Santo Tomé (23 299), ville pittoresque et ancienne réduction jésuite, elle se trouve en bordure du rio Uruguay à la frontière du Brésil. La ville compte deux musées. La place San Martin est de style colonial. Elle possède une cathédrale, la Catedral de la Inmaculada Concepción.
- Monte Caseros (23 470)
- Esquina (19 081) est située sur la rive gauche (orientale) de l'abondant río Corriente inférieur, là où ce dernier forme un delta dans sa confluence avec le río Paraná. La zone riveraine comprend 17 ports privés.
- Ituzaingó (19 575), grand centre balnéaire sur la rive sud du fleuve, face au Paraguay. En aval du grand barrage de Yacyretá et de son énorme lac.
- Empedrado (15 109). La petite ville est remarquable grâce à ses hautes falaises colorées dominant le Paraná, aux formes parfois curieuses et coiffées d'anciennes maisons résidentielles (parfois de style Belle Époque) de la fin du XIXe siècle ou du début du XXe. On l'appelle "La Perle du Paraná".
- Saladas (12 864)
- San Luis del Palmar (12 287)
- Santa Lucía (11 589)
- San Roque (10 885)

## Climat
Les précipitations annuelles à Corrientes atteignent presque 1 400 millimètres par an avec un creux hivernal. La grande proximité du fleuve Paraná contribue à adoucir les pointes de température.
| Mois                     | jan.  | fév.  | mars  | avril | mai  | juin | jui. | août | sep. | oct.  | nov.  | déc.  | année   |
| ------------------------ | ----- | ----- | ----- | ----- | ---- | ---- | ---- | ---- | ---- | ----- | ----- | ----- | ------- |
| Température moyenne (°C) | 26,8  | 25,9  | 24,3  | 21    | 18,3 | 15,5 | 15,6 | 16,5 | 18,4 | 21,4  | 23,6  | 25,9  | 21,1    |
| Précipitations (mm)      | 176,4 | 147,1 | 163,6 | 174,2 | 98   | 62   | 50,1 | 56,5 | 74,8 | 120,7 | 145,5 | 121,2 | 1 390,1 |

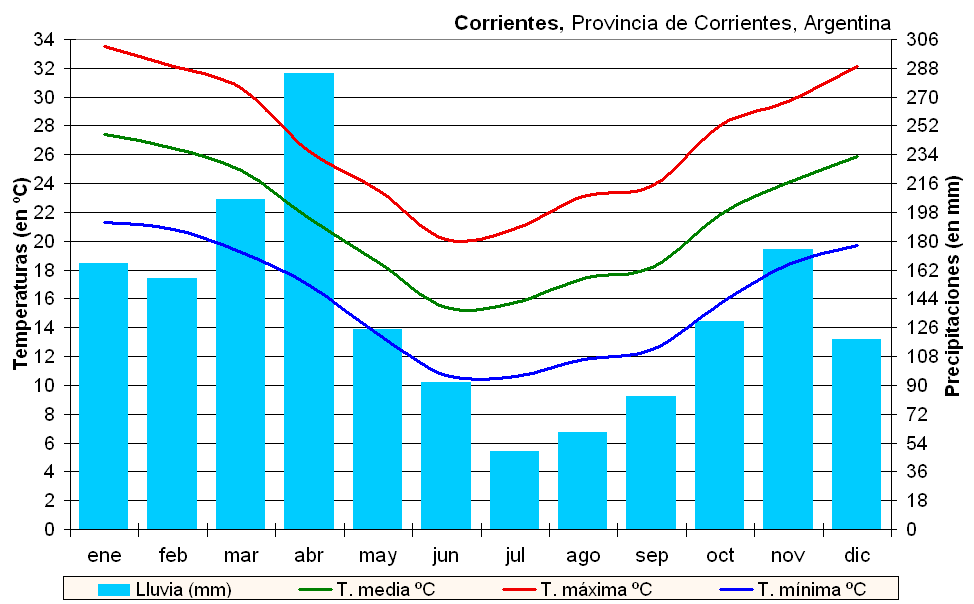
Climogramme de Corrientes

Les précipitations augmentent régulièrement d'ouest en est, comme en témoigne le relevé climatique de Paso de los Libres, ville située à l'est de la province, à la frontière avec le Brésil.
| Mois                     | jan. | fév.  | mars  | avril | mai   | juin  | jui. | août | sep. | oct.  | nov.  | déc. | année   |
| ------------------------ | ---- | ----- | ----- | ----- | ----- | ----- | ---- | ---- | ---- | ----- | ----- | ---- | ------- |
| Température moyenne (°C) | 26,8 | 25,6  | 23,8  | 20,3  | 16,8  | 13,7  | 14,2 | 15,9 | 16,7 | 20,3  | 23,1  | 25,2 | 20,2    |
| Précipitations (mm)      | 124  | 163,9 | 176,2 | 214,7 | 152,5 | 100,4 | 82,9 | 70,2 | 144  | 120,6 | 174,2 | 87,7 | 1 611,3 |

À Mercedes, au centre-sud de la province, les chiffres sont les suivants :
| Mois                     | jan.  | fév.  | mars  | avril | mai  | juin | jui. | août | sep. | oct.  | nov.  | déc. | année   |
| ------------------------ | ----- | ----- | ----- | ----- | ---- | ---- | ---- | ---- | ---- | ----- | ----- | ---- | ------- |
| Température moyenne (°C) | 26,2  | 25,3  | 23,2  | 19,4  | 16,9 | 13,8 | 13,6 | 14,8 | 16,6 | 19,5  | 22,3  | 24,9 | 19,7    |
| Précipitations (mm)      | 131,5 | 145,5 | 166,5 | 165,6 | 91,7 | 73,6 | 53,9 | 54   | 86,7 | 151,8 | 138,3 | 137  | 1 396,1 |

À Monte Caseros, ville située à l'extrême sud-est de la province, sur le fleuve Uruguay et à la frontière avec l'Uruguay, les données climatiques sont les suivantes :
| Mois                     | jan.  | fév.  | mars  | avril | mai   | juin | jui. | août | sep.  | oct.  | nov.  | déc.  | année   |
| ------------------------ | ----- | ----- | ----- | ----- | ----- | ---- | ---- | ---- | ----- | ----- | ----- | ----- | ------- |
| Température moyenne (°C) | 26    | 24,9  | 22,9  | 19,3  | 16,3  | 13,4 | 13,4 | 14,6 | 16,4  | 19,4  | 22    | 24,7  | 19,4    |
| Précipitations (mm)      | 142,4 | 160,1 | 158,2 | 137,5 | 103,3 | 71,6 | 80,8 | 69   | 103,8 | 140,3 | 145,6 | 129,8 | 1 442,4 |

Comme on peut le voir, il n'y a plus de saison sèche à Monte Caseros, mais seulement une saison moins humide en hiver (près de 7 cm au mois d'août).
À Gobernador Virasoro ville située à l'extrême nord-est de la province, à 25 kilomètres de la province voisine de Misiones et à quelque 70 km à l'est des étangs de l'Iberá, les précipitations sont très importantes (plus de trois fois plus qu'à Paris par exemple) et la température moyenne dépasse les 20 °C.
| Mois                     | jan.  | fév.  | mars  | avril | mai   | juin | jui.  | août | sep.  | oct.  | nov.  | déc. | année   |
| ------------------------ | ----- | ----- | ----- | ----- | ----- | ---- | ----- | ---- | ----- | ----- | ----- | ---- | ------- |
| Température moyenne (°C) | 26,7  | 24,8  | 23,8  | 20,7  | 17,8  | 15,8 | 15,5  | 17,7 | 18,6  | 21,2  | 23,1  | 25,7 | 20,9    |
| Précipitations (mm)      | 166,4 | 214,3 | 146,8 | 218,3 | 159,2 | 87,8 | 118,9 | 76,4 | 122,7 | 246,5 | 176,8 | 169  | 1 907,7 |

## Communications

### Voies routières
Le Pont General Manuel Belgrano permet à la Route nationale 16 de se connecter avec la province du Chaco, tandis que des ferrys permettent le passage vers la province de Santa Fe, à la hauteur de Goya.
Le passage vers la Province de Misiones et celle d'Entre Ríos se fait grâce aux routes nationales 12 et 14. Cependant, vers le sud, c'est par la nationale 12 que l'on arrive au Pont Zárate-Brazo Largo, face à la capitale fédérale, Buenos Aires. Ces deux artères sont reliées entre elles par la route nationale 123.
Depuis la création du Mercosur et le développement du commerce vers le Pacifique et la Chine, le trafic routier s'accroît énormément dans la province qui est située au cœur du "Cône Sud". Les Routes nationales 123, 12 et 14 servent de corridor pour poids-lourds au sein du Mercosur. Le Pont international entre Paso de los Libres et Uruguayana, est un passage frontalier à très gros trafic, et en amont se trouve le Pont de l'Integración reliant Santo Tomé à São Borja. Ces deux ponts sur le fleuve Uruguay constituent deux grandes portes vers le Brésil voisin.

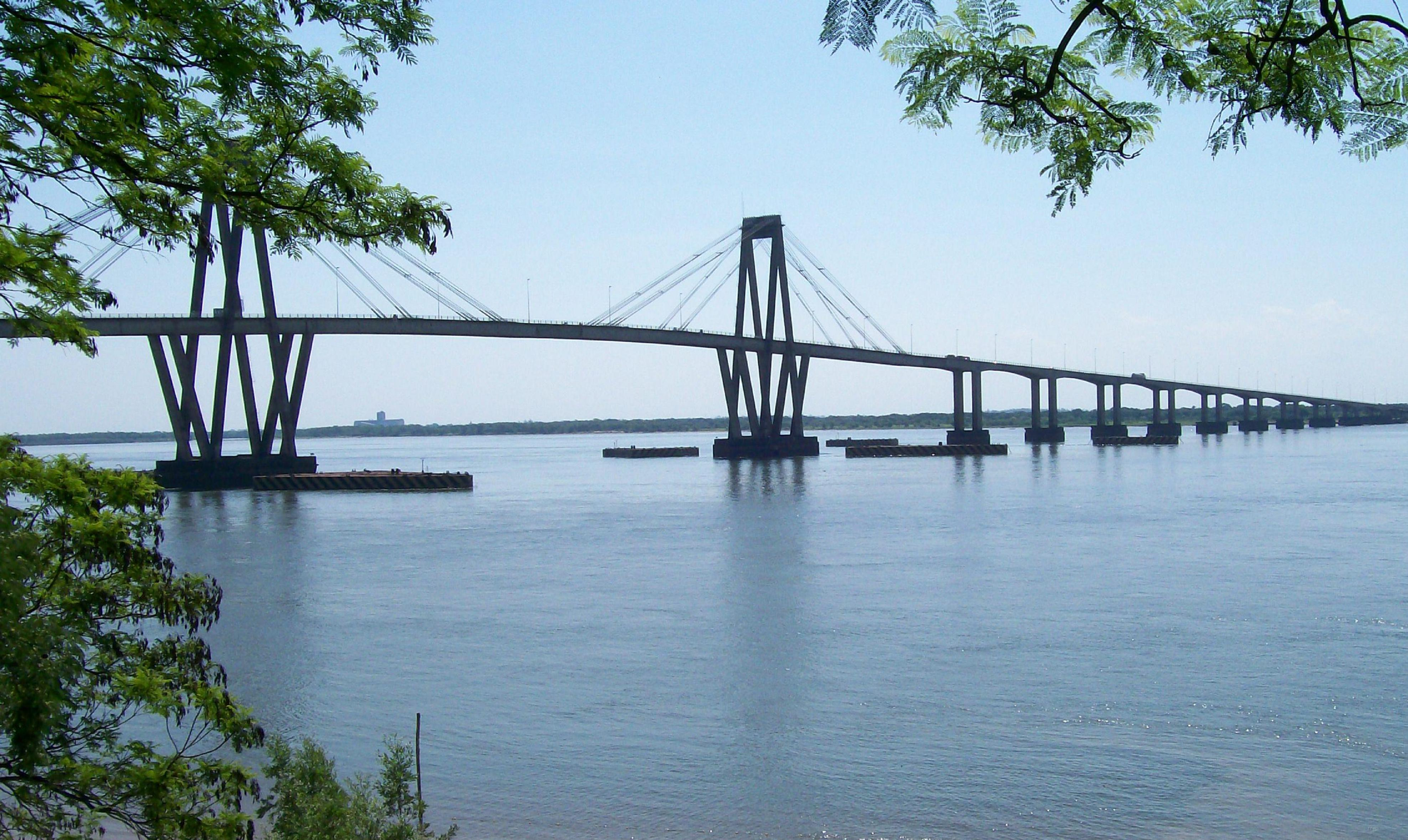
Pont General Manuel Belgrano sur le rio Paraná à Corrientes. Son tablier se trouve à 35 mètres au-dessus du fleuve. Il unit Corrientes avec Resistencia en Province du Chaco.

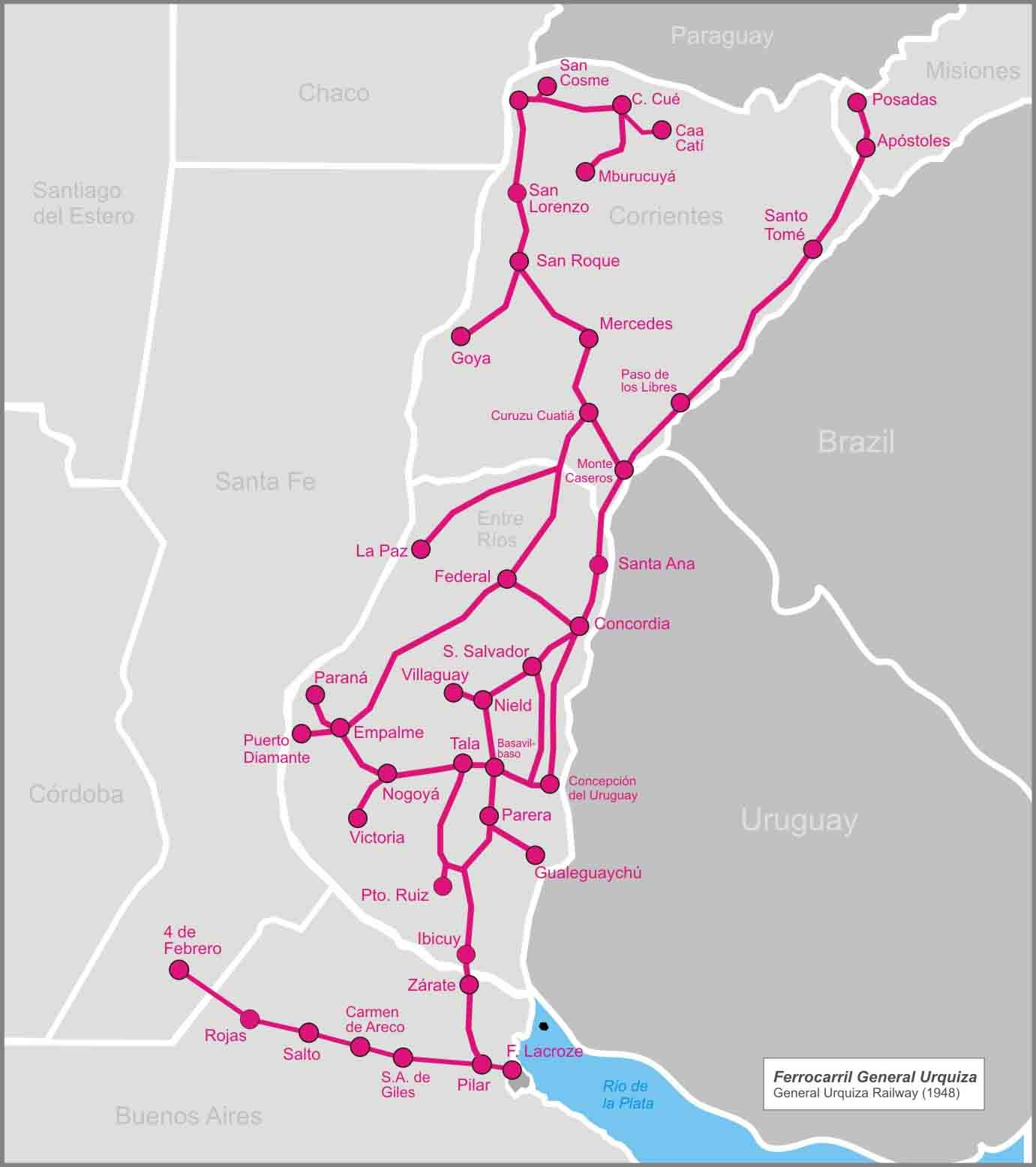
Carte du réseau du Chemin de fer General Urquiza.

### Voie fluviale
Le réseau fluvial est très étendu et compte trois grands secteurs : Le haut Paraná qui matérialise la frontière avec le Paraguay, le Paraná moyen et le fleuve Uruguay.
Sur la rive du Paraná, grand fleuve international, se trouvent une série de ports bien équipés qui contribuent au commerce et à la croissance de la province : Esquina, Goya, Bella Vista, Corrientes et Ituzaingó.

### Voie ferroviaire
La province est desservie par le Chemin de fer General Urquiza, qui possédait en 2018 944 km de voies, unissant la province avec le reste de la zone de Mésopotamie argentine, et permettant d'accéder aux pays voisins c'est-à-dire le Paraguay et le Brésil.
Le réseau fut en fait démantelé fin du XXe siècle et quelque 1000 km ont été mis hors d'usage. Actuellement, au départ du centre ferroviaire de Monte Caseros, partent deux branches, l'une vers Corrientes et l'autre vers Posadas (province de Misiones).

### Voie aérienne
La ville de Corrientes est desservie par l’Aéroport international Doctor Fernando Piragine Niveyro (Code IATA: CNQ - code OACI: SARC). Il est situé à 10 km à l'est du centre de la ville. La longueur de sa piste est de 2 100 mètres. En 2017 on a dénombré 98,946 passagers. On y propose des vols intérieurs vers Buenos Aires à raison de 19 vols hebdomadaires (dont 12 vols vers ou depuis l'Aéroport Jorge-Newbery et 7 vols vers l'aéroport El Palomar. À l'international, il existe une liaison régulière avec l'Aéroport international Silvio Pettirossi à Asunción au Paraguay.
D'autres villes de la province sont également dotées d'un aéroport et notamment :
- Goya (Aeropuerto Dr Diego Nicolás Díaz Colodrero) (code IATA OYA - code OACI : SATG) muni d'une piste de 2.260 m. de long.
- Mercedes (Aeropuerto del Iberá) (code IATA : MDX - code OACI : SATM) muni d'une piste de 1.045 m.
- Monte Caseros (Aeropuerto de Monte Caseros) (code IATA : MCS - code OACI : SARM). Piste de 1.318 m.

## Divisions administratives
| No. | Département         | Superf. (km2) | Popul. 2010 | Chef-lieu            | Carte des départements |
| --- | ------------------- | ------------- | ----------- | -------------------- | ---------------------- |
| 1   | Bella Vista         | 1 695         | 37 212      | Bella Vista          |                        |
| 2   | Berón de Astrada    | 810           | 2 461       | San Antonio de Itatí |                        |
| 3   | Capitale            | 500           | 356 314     | Corrientes           |                        |
| 4   | Concepción          | 5 008         | 21 113      | Concepción           |                        |
| 5   | Curuzú Cuatiá       | 8 911         | 44 384      | Curuzú Cuatiá        |                        |
| 6   | Empedrado           | 1 937         | 15 109      | Empedrado            |                        |
| 7   | Esquina             | 3 723         | 30 802      | Esquina              |                        |
| 8   | General Alvear      | 1 954         | 7 926       | Alvear               |                        |
| 9   | General Paz         | 4 995         | 14 836      | Caá Catí             |                        |
| 10  | Goya                | 4 678         | 87 872      | Goya                 |                        |
| 11  | Itatí               | 870           | 9 171       | Itatí                |                        |
| 12  | Ituzaingó           | 8 613         | 31 150      | Ituzaingó            |                        |
| 13  | Lavalle             | 1 480         | 28 601      | Lavalle              |                        |
| 14  | Mburucuyá           | 957           | 9 252       | Mburucuyá            |                        |
| 15  | Mercedes            | 9 588         | 40 667      | Mercedes             |                        |
| 16  | Monte Caseros       | 2 287         | 36 338      | Monte Caseros        |                        |
| 17  | Paso de los Libres  | 4 700         | 48 642      | Paso de los Libres   |                        |
| 18  | Saladas             | 1 907         | 22 244      | Saladas              |                        |
| 19  | San Cosme           | 591           | 14 381      | San Cosme            |                        |
| 20  | San Luis del Palmar | 2 385         | 17 590      | San Luis del Palmar  |                        |
| 21  | San Martín          | 6 385         | 13 140      | La Cruz              |                        |
| 22  | San Miguel          | 2 863         | 10 572      | San Miguel           |                        |
| 23  | San Roque           | 2 243         | 18 366      | San Roque            |                        |
| 24  | Santo Tomé          | 7 359         | 61 297      | Santo Tomé           |                        |
| 25  | Sauce               | 1 760         | 9 032       | Sauce                |                        |
|     | Total province      | 88 199        | 992 595     | Corrientes           |                        |

## Démographie
En 1869 la province comptait 129 023 habitants.
Depuis 1895, la population de la province a évolué comme suit :
|                        | 1895      | 1914      | 1947       | 1960       | 1970       | 1980       | 1991       | 2001       | 2010       |
| ---------------------- | --------- | --------- | ---------- | ---------- | ---------- | ---------- | ---------- | ---------- | ---------- |
| Province de Corrientes | 255.051   | 347.055   | 525.463    | 533.201    | 564.147    | 661.454    | 795.594    | 930.991    | 992.595    |
| Total Argentine        | 4 044 911 | 7 903 662 | 15 893 811 | 20 013 793 | 23 364 431 | 27 949 480 | 32 615 528 | 37 156 195 | 40 117 096 |

Tout au long du XXe siècle, la croissance démographique a été nettement inférieure à celle de l'ensemble du pays, surtout de 1920 à 1970. La cause en était surtout un retard dans le développement économique. La province était centrée avant tout sur l'agriculture qui n'a guère performé durant cette période. En 1970, ce territoire, grand comme trois fois celui de la Belgique ou équivalent au sixième du territoire de la France, ne comptait toujours que 564 147 habitants. De 1895 à 1970, la population de la province n'a crû que de quelque 120 %, alors que l'ensemble de l'Argentine progressait de plus de 550 %.
Par après cependant, on remarque que, depuis 1970, le dynamisme démographique s'est accéléré, si bien que la population de la province augmente presque aussi rapidement que celle de l'ensemble du pays. En 2015, la population était déjà estimée à 1 070 283 habitants, soit une forte augmentation de pas moins de 77 600 par rapport au recensement de 2010, c'est-à-dire en cinq ans, ce qui représente une croissance de plus de 1,5 % annuellement. La raison semble en être une belle croissance économique récente, liée à la position centrale de la province au sein du Mercosur.
Il n'en reste pas moins que de 1895 à 2010 la population de la province n'avait qu'à peine quadruplé (ce qui reste élevé) alors que celle de l'Argentine avait presque décuplé. Ainsi, si l'on compare les 129 023 habitants recensés dans la province en 1869, avec les habitants de toute l'Argentine cette même année (1 737 000 habitants), et si la même comparaison se fait aujourd'hui, le poids relatif de la province a énormément décru, passant de quelque 8 % à 2,5 % de la population du pays.

### Évolution prévue jusque 2040
À la suite du recensement argentin de 2010, on remarque un ralentissement de la croissance de la province par rapport aux décennies précédentes. Il s'agit d'un effet de la grande crise argentine du début du siècle qui a suscité une certaine émigration et diminué drastiquement l'immigration venant surtout du Paraguay voisin. L'INDEC a fait de nouvelles estimations prévisionnelles jusqu'en 2040. Il est prévu que le chiffre de la population de la province se montera alors à 1.260.548 habitants, soit une augmentation de l'ordre de 27 % par rapport à 2010, un peu moins que la moyenne nationale qui serait de l'ordre de 30 %. La croissance démographique de la province serait donc appelée à continuer, mais de manière bien plus modérée que pendant les trois dernières décennies du XXe siècle (1970-2000).
Résumé de l'évolution du chiffre de la population, selon les prévisions de l'INDEC, concernant les prochaines décennies jusque 2040 : 

En rouge, la région Grand nord argentin

|                        | 2001       | 2010       | 2020       | 2030       | 2040       |
| ---------------------- | ---------- | ---------- | ---------- | ---------- | ---------- |
| Province de Corrientes | 930.991    | 992.595    | 1.120.801  | 1.204.189  | 1.260.548  |
| Total Argentine        | 36.260.130 | 40.091.359 | 45.376.763 | 49.407.265 | 52.778.477 |

## Région Grand nord argentin
Un traité interprovincial de création de la Región Norte Grande Argentino (Région Grand nord argentin), a été signé dans la ville de Salta, le 9 avril 1999, entre les provinces de Catamarca, Corrientes, Chaco, Formosa, Jujuy, Misiones, Tucumán, Salta  et Santiago del Estero.
L'objet primordial de ce traité est la création de la Región Norte Grande et la concrétisation de l'intégration des provinces du Nord-Ouest Argentin (NOA) et du Nord-Est Argentin (NEA), afin d'atteindre dans la réalité un système effectif de consensus et d'action conjointe entre les états signataires.
Le conseil régional du Norte Grande est l'organisme suprême de gouvernement régional, composé de l’Assemblée des gouverneurs, de la Junte exécutive et du Comité coordinateur. Ce dernier est constitué par un représentant du NOA et un autre du NEA, les deux étant de plus membres de la Junte exécutive.
La Commission exécutive interministérielle d'intégration régionale coordonne le processus d'intégration à partir des directives des organes supérieurs déjà mentionnés.

## Flore et faune

### Flore
Certaines espèces caractéristiques de la région sont le quebracho colorado, le quebracho blanco, l'urunday, le viraró (es), le prosopis et le palmier caranday. On trouve aussi le pindó, le timbó, le laurier ainsi que le palmier Butia yatay et l'espinillo (acacia caven (es)).
Dans les zones les plus humides et marécageuses, tels les Esteros del Iberá, la flore locale exubérante comprend de nombreuses espèces aquatiques.
La végétation y est luxuriante et couvre des étendues importantes. Le jacinthe d'eau ou camalote (eichhornia, en guaraní aguapé) est le genre le plus fréquent, associé avec l’irupé (victoria cruziana), espèce dont les exemplaires peuvent atteindre deux mètres de diamètre et donnent une fleur énorme et impressionnante. L'ortie aquatique (cabomba australis), la canne (scirpus californicus (es)) et le lys se retrouvent dans la zone inondée.
Le ceibo, le curupí (es), le guayabo ou goyavier, le flamboyant bleu ou jacaranda, le tabebuia ou lapacho, le laurier, le belombra ou ombú, le saule, l'enterolobium contortisiliquum ou timbó et l'astronium balansae ou urunday sont les espèces les plus typiques, avec les palmiers trithrinax campestris ou caranday mésopotamien, syagrus romanzoffiana ou pindó et yatay ou boutia argentin. Dans la région sud des lagunes, de denses formations de "caroubiers" ou algarrobos (prosopis nigra) apparaissent aussi.

### Faune
Outre plusieurs centaines d'espèces d'oiseaux, on peut rencontrer des capybaras, des caïmans des renards d'Aszara, des tatou à neuf bandes, des pumas yagouaroundis, des margays et des singes hurleurs. Parmi les principales espèces menacées, se trouvent le cerf des marais, le loutre à longue queue, le renard des savanes et le cerf des pampas. Quant au jaguar, on le retrouve à nouveau dans la zone des marais de l'Iberá.

#### Mammifères
On a relevé 33 espèces de mammifères autochtones dans le seul parc national Mburucuyá de superficie assez réduite (176,80 km2, soit 0,2 % seulement de la superficie provinciale).
Présents dans ce parc, et donc sur le sol provincial, l'opossum à oreilles blanches (Didelphis albiventris), l'opossum à grosse queue (Lutreolina crassicaudata), l'opossum nain (Thylamys pusilla).
Parmi les Chiroptères, on relève : le petit noctilion (Noctilio albiventris), le grand noctilion (Noctilio leporinus), le vampire commun (Desmodus rotundus), le murciélago cara listada (Artibeus lituratus), le sturnire fleur de lys (Sturnira lilium), le petit molosse (Eumops patagonicus), le molosse nain (Molossus temminckii), le molosse châtain (Molossus ater), le molosse coludo (Molossus molossus), le molosse commun (Tadarida brasiliensis), la chauve-souris tostado mediano (Eptesicus furinalis) et la chauve-souris vespertino jaune (Myotis simus).
Dans l'ordre des cingulata (tatous), sont présents le tatou à neuf bandes (ou localement tatú-hú) (Dasypus novemcinctus), le tatou à sept bandes (Dasypus septemcinctus) et le tatou à six bandes (Euphractus sexcinctus). Egalement présent, le tamandua (Tamandua tetradactyla) et le pécari à lèvres blanches (Tayassu pecari).

#### Les oiseaux
La province se signale par son avifaune extrêmement abondante. On a à ce jour enregistré plus de 300 espèces d'oiseaux de plus de 50 familles, sur un total mondial de 10.400. Parmi les espèces rares ou vulnérables, on peut citer le yetapá à collier (Alectrurus risora), le sporophile des marais ou capuchino de collar (Sporophila palustris), le carouge safran (Xanthopsar flavus), le synallaxe de Hudson (Asthenes hudsoni) et le synallaxe des marais (Spartonoica maluroides), ainsi que le commandeur huppé (Gubernatrix cristata).
Rien que dans le parc national Mburucuyá, on compte 289 espèces d'oiseaux, ce qui représente presque 30 % du total argentin. 
On y trouve cinq espèces de perroquets (Psitacidés), dont la conure à tête bleue (Aratinga acuticaudata), la conure pavouane (Aratinga leucophthalmus), et l'amazone à front bleu (Amazona aestiva). En plus du toucan toco (Ramphastos toco) et de l'ibijau gris (Nyctibius griseus), on trouve des oiseaux à longue queue comme l'engoulevent à queue en ciseaux (Hydropsalis brasiliana), dont la queue mesure 40 cm.
Parmi les rapaces sont présents le balbuzard pêcheur (Pandion haliaetus), la buse urubu (Buteogallus urubitinga), la buse roussâtre (Buteogallus meridionalis), la buse à tête blanche (Busarellus nigricollis), la buse échasse (Geranospiza caerulescens), le chimango (Milvago chimango) et le carancho (Polyborus plancus).
La variété d'oiseaux aquatiques est vraiment surprenante, mais finalement très normale vue l'abondance de plans d'eau. Les trois espèces de cigognes qui habitent l'Argentine – le tantale d'Amérique (Mycteria americana), la cigogne maguari (Ciconia maguari) et le jabiru d'Amérique (Jabiru mycteria) - sont présentes ici avec l'anhinga d'Amérique (Anhinga anhinga), le cormoran vigua (Phalacrocorax brasilianus).
Mentionnons aussi le nandou (Rhea americana), l'ani des palétuviers (Crotophaga major) et la piaye écureuil (Piaya cayana), le faucon pèlerin (Falco peregrinus), considéré comme vulnérable, ainsi que l'engoulevent à faucilles (Eleothreptus anomalus), le pépoaza dominicain (Heteroxolmis dominicana), le tyranneau barbu ou tachurí canela (Polystictus pectoralis), le tyranneau à queue aiguë ou tachurí coludo (Culicivora caudacuta), la moucherolle à queue large (Alectrurus risora), le sporophile à croupion roux (Sporophila hypochroma), le sporophile à front blanc (Sporophila frontalis), le sporophile des marais (Sporophila palustris), le sporophile cannelle (Sporophila cinnamomea) et le coryphaspize à joues noires (Coryphaspiza melanotis), le jabiru d'Amérique (Jabiru mycteria), la moucherolle petit-coq (Alectrurus tricolor), le sporophile à ventre fauve (Sporophila hypoxantha) et le sporophile à gorge sombre (Sporophila ruficollis). Enfin il y a aussi le bec-en-croc de Cayenne (Leptodon cayanensis), le canard musqué (Cairina moschata), l'élanion perle (Gampsonyx swainsonii), la buse à queue courte (Buteo brachyurus) et le colibri guaïnumbi (Polytmus guainumbi).
Dans le bassin du río Aguapey, on peut voir le héron flûte-du-soleil (Syrigma sibilatrix), l'Ibis plombé (Theristicus caerulescens) encore appelé Harpiprion caerulescens, le Faucon aplomado (Falco femoralis), la Chevêche des terriers (Speotyto cunicularia), le Tyranneau barbu (Polystictus pectoralis), la Moucherolle à queue large Alectrurus risora, l'Hirondelle fardée (Stelgidopteryx fucata), le Pipit à plastron (Anthus furcatus), le Sporophile à gorge sombre (Sporophila ruficollis), le Sporophile des marais (Sporophila palustris), le Sporophile cannelle (Sporophila cinnamomea), le petit Tardivole (Emberizoides ypiranganus), l'Embernagre à cinq couleurs (Embernagra platensis) et le Carouge safran (Xanthopsar flavus), entre autres.
Au centre de la province dans la région de  Concepción, se trouve une région de collines sableuses peu fournie en forêts, de type savane. On peut y observer notamment l'engoulevent à faucilles (Eleothreptus anomalus), le synallaxe des marais (Spartonoica maluroides), le culicivora caudacuta (Culicivora caudacuta), le tyranneau barbu (Polystictus pectoralis), le pépoaza dominicain (Heteroxolmis dominicana), la moucherolle à queue large
(Alectrurus risora), le pipit ocré (Anthus nattereri), le sporophile à gorge sombre (Sporophila ruficollis), le sporophile à croupion roux (Sporophila hypochroma).

#### Reptiles
L'Anaconda jaune ou curiyú (Eunectes notaeus) est présent dans les milieux humides de l'est de la province, ainsi que deux espèces de caïmans : Caïman à museau large et Jacara ou Caïman noir. Les deux espèces sont qualifiées de “vulnérables”. Le Caïman à museau large figure dans l'Appendice I de la CITES (Convention internationale sur le trafic d'espèces menacées de faune et flore sylvestres) et il est considéré comme « en danger ». Le Jacara est inclus dans l'Appendice II. Il existe un établissement important d'élevage de ce reptile dans la province de Corrientes, comptant plus de 20 000 exemplaires, parmi lesquels on peut voir un « yacaré albinos ».
Sur le territoire de la province on trouve deux espèces très différentes de boa : le Boa constrictor occidentalis et l’Epicrates alvarezi.
Sur un total de plus ou moins 80 espèces de reptiles pour toute la province de Corrientes, 30 d'entre elles se retrouvent dans le parc national Mburucuyá.
On trouve aussi des représentants de l'ordre des tortues dont le Phrynops hilarii. Parmi les lézards et iguanes, citons le tégu noir et blanc (Tupinambis merianae) et le teyú (Teius oculatus).
Parmi les ophidiens, on retrouve la yarará grande (Bothrops alternatus), la dangereuse yarará chica (Bothrops neuwiedi diporus), la ñacaniná ou yacaniná (Hydrodynastes gigas) - qui dépasse les deux mètres de long, la vipère ñuazó (Leptophis ahaetulla marginatus), le Liophis meridionalis, la vipère verte ou culebra vientre rosado (Liophis jaegeri coralliventris), le Thamnodynastes strigilis, le Wagleorophis meremii. On trouve aussi divers Dipsadidae, comme l' Hydrops triangularis et le Philodryas baroni.

#### Amphibiens
Les amphibiens sont très nombreux dans cette province aux nombreuses et vastes zones humides. Citons les grenouilles Physalaemus santafecinus (espèce endémique d'Argentine qui se rencontre dans les provinces de Santa Fe, de Corrientes et du Chaco), Physalaemus biligonigerus, plusieurs espèces de Leptodactylus (Leptodactylus chaquensis, Leptodactylus fuscus, Leptodactylus gracilis, Leptodactylus latrans, Leptodactylus mystacinus, Leptodactylus latinasus), également le Pithecopus hypochondrialis, le Pithecopus azureus, la Phyllomedusa sauvagii, le Scinax granulatus, le Scinax fuscovarius et le Scinax fuscomarginatus. 
On observe aussi les crapauds Rhinella schneideri ou Bufo paracnemis, Rhinella fernandezae, ainsi que Rhinella arenarum.

#### Les poissons
La faune ichtyologique comprend notamment le dorado et le surubi, tous deux véritables symboles des cours d'eau de la région. Il y aurait une centaine d'espèces de poissons dans la zone des Esteros del Iberá, dont l'inventaire n'est pas encore complet (2018). Citons les raies d'eau douce (Potamotrygon brachyura et Potamotrygon motoro). Le Paraná compte pas moins de 240 espècess de poissons dont les plus connus :
Le bogón (Leporinus obtusidens), le chafalote ou machete (Rhapiodon vulpinus), le dorado ou pirayú (Salminus maxillosus), le pacú (Piaractus mesopotamicus), le surubi atigrado (Pseudoplatystoma fasciatum), le surubi manchado (Pseudoplatystoma corruscans), le patí (Luciopimelodus pati), le boga (Leporinus obtusidens), le bagre amarillo (Pimelodus maculatus), le bagre blanco (Pimelodus albicans), le sábalo (Prochilodus lineatus), la mojarrita (Eucinostomus), le piraña ou palometa (Pygocentrus nattereri), le pejerrey (Odontesthes bonariensis), la tararira (Hoplias malabaricus) - y compris la tararira misionera (Hoplias mbigua), l'armado (Platydoras costatus), le manguruyú (Paulicea luetkeni), la manduvá (Ageneiosus brevifilis), le manduví (Ageneiosus valenciennesi), le silure-spatule (Sorubim lima), le grand silure appelé manguruyú (Zungaro zungaro ou Paulicea lutkeni), l'armado (Pterodoras granulosus), le salmón de río ou pirá pitá (Brycon orbignyanus), la corvina de río (Pachyurus bonariensis).
Enfin une mention spéciale pour le chucho de río (Potamotrygon motoro) ou raie de rivière, dont Jeremy Wade, célèbre pêcheur vedette de la série River Monsters témoigne de la dangerosité extrême et du gigantisme : pas moins de 135 cm et 115 kilos.

## Économie
De très nombreux étangs et lagunes donnent au paysage un aspect singulier. On estime à plus de 20 000 le nombre de plans d'eau existants, si bien que près de 35 % de la superficie de la province est couverte de marais, d'étangs et de cours d'eau.

### Agriculture
Au total, les terres aptes à la production agricole sont d'à peu près 65 % du territoire. On y fait de l'élevage bovin et ovin, des cultures d'agrumes, spécialement des oranges, et la culture du riz actuellement en forte expansion en raison des besoins du voisin brésilien tout proche. Il faut aussi mentionner les cultures industrielles comme le thé, le yerba mate et le tabac, ou encore le coton.

### Industries
Dans la province l'industrie est fort peu développée. Il y eut même depuis près d'un siècle une lente désindustrialisation. On note quelques usines textiles, l'industrie agroalimentaire, la brasserie (bière Quilmes).

### Hydroélectricité
Des deux grands fleuves qui bordent la province (Paraná et Uruguay), seul le Paraná y est utilisé pour la génération d'énergie électrique.
Sur le Paraná moyen, au nord de la province à la frontière paraguayenne, le grand barrage de Yacyretá a été inauguré en 1998, et produit annuellement près de 19 milliards de kWh, que l'Argentine partage avec son voisin paraguayen.

## Tourisme
- Corrientes possède nombreux monuments et édifices de valeur. Parmi ceux-ci, il faut citer sa cathédrale Nuestra Señora del Rosario.
- Le parc national Mburucuyá
- La région des Esteros del Iberá, site Ramsar qui comprend depuis 1982 une énorme zone protégée de 12 000 km2, en tant que Réserve Naturelle Provinciale.
- La basilique d'Itatí. C'est un des lieux de pèlerinage les plus importants d'Argentine.
- Les rives du Paraná avec ses nombreuses îles.
- Empedrado, jolie ville (56 km au sud de Corrientes). Elle est surnommée "la Perle du Paraná".
- Le barrage de Yacyretá
- Le pont General Manuel Belgrano qui domine le Paraná du haut de ses 35 mètres.

### Tourisme récréatif
- Ituzaingó est une des villes balnéaires les plus importantes de la province. La cité est armée pour le tourisme. Elle propose une offre variée d'hôtels, d'auberges, de restaurants, de bars, de commerces et de supermarchés.
- Goya sur le Paraná inférieur. La fête nationale du Surubi (es) y a lieu tous les ans[24].
- Esquina et ses trois grandes fiestas annuelles : la « Fiesta Nacional de la Sandía ». (Pastèque), la « Fiesta Nacional del Pacú », et le «Carnaval de Esquina».
- Bella Vista. La ville est principalement connue pour son carnaval au mois de février et surtout pour sa Fiesta Nacional de la Naranja (fête nationale de l'orange) en novembre.
- La Cruz, sur la rive droite du río Uruguay, présente 8 kilomètres de plages, en plus de ruines jésuitiques et autres trésors culturels.
- Différentes autres fêtes et festivités.